# Lo Lardin e Sent Lazar
Lo Lardin e Sent Lazar (en francès Le Lardin-Saint-Lazare) és un municipi francès situat al departament de la Dordonya i a la regió de la Nova Aquitània.

## Demografia
| 1962                                       | 1968  | 1975  | 1982  | 1990  | 1999  | 2007  |
| ------------------------------------------ | ----- | ----- | ----- | ----- | ----- | ----- |
| 1.636                                      | 1.761 | 1.982 | 2.037 | 2.047 | 1.854 | 1.974 |
| Des de 1962: població sense dobles comptes |       |       |       |       |       |       |

## Administració
| Període   | Identitat        | Partit |
| --------- | ---------------- | ------ |
| 1980-2010 | Jean-Paul Gardet |        |
| 2010-     | Raymonde Buchet  |        |